# Adoleta (canção)
Adoleta é uma canção da cantora de música pop brasileira Kelly Key, sendo o primeiro single lançado de seu segundo álbum de estúdio, intitulado Do Meu Jeito. Lançada oficialmente em 30 de março de 2003, a canção foi composta pelo cantor e compositor Gustavo Lins, junto com Umberto Tavares e Victor Junior, tornando-se uns dos maiores sucessos da carreira de Kelly Key. 

## Composição e desenvolvimento
Composta por Umberto Tavares e Victor Junior em parceria com o cantor e compositor Gustavo Lins, conhecido por trabalhos prestadas a inúmeros cantores como Mariana Aydar e Wanessa Camargo e considerado um dos maiores compositores da atualidade, a canção explora o tema da garota mais velha apaixonada por um garoto mais novo sem tempo para romances devido aos estudos e horários para estar em casa. "Adoleta" é considerada a resposta da própria cantora ao single "Baba", quando a situação era inversa. A canção passou para os estúdios onde foi produzida pelo DJ Cuca e pelos produtores Sérgio Mama e Afegan, explorando uma sonoridade pop, com elementos de dance pop e teen pop.

## Divulgação e desempenho
A canção foi divulgada com exclusividade primeiramente pelo programa de Luciano Huck, Caldeirão do Huck, na Rede Globo, passando a ser executada pela primeira vez na rádio Mix FM. A divulgação do single passou ainda por programas de televisão como Domingão do Faustão, Programa da Hebe, Domingo Legal, Programa Raul Gil e Disk MTV, além de outros programas de rádio.

## Recepção e crítica
A canção recebeu críticas mistas. Logo quando lançada, a canção recebeu diversas críticas negativas, afirmando que Kelly Key estaria influenciando os adolescentes através da composição a largarem os estudos e apenas aproveitarem os namoros, tal qual as amizades e as festas. A cantora se defendeu dizendo que uma canção não influencia as pessoas a deixarem o colégio, apenas a aproveitarem a adolescência. A Folha de S.Paulo classificou o álbum como "com temas adultos" e "repleto de mensagens para os adolescentes", e completou dizendo que "os relacionamentos amorosos são a tônica do novo CD". O Jornal Agora classificou a canção como "uma afirmação de Kelly Key como cantora". O jornalista Marcos Paulo Bin, do site Universo Musical, disse que a cantora estaria em um "rol seletíssimo" pelo grande sucesso que fez em pouco tempo e acrescentou dizendo que a nova canção teria vindo para confirmar o sucesso da cantora, dizendo ainda que "fenômeno pode ser uma boa definição".

## Videoclipe
Gravado em março de 2003, o videoclipe do single foi produzido pela Academia de Filmes e dirigido por Karina Ades, uma das maiores diretoras de videoclipes brasileiras, vencedora do MTV Video Music Brasil, tendo ainda como diretor de fotografia Ralph Strelow, conhecido por trabalhar em videoclipes do grupo Titãs, além de campanhas publicitárias para a Coca-Cola e a Claro e trabalhos no cinema, como nos filmes Redentor e, futuramente, A Mulher Invisível. O vídeo é rodado na cidade do Rio de Janeiro, onde Kelly Key contracena com um modelo que interpreta o garoto mais novo com o qual a cantora está saindo. O vídeo alterna cenas entre a cantora em um quarto com amigas, passando para um colégio de artes onde Kelly conhece o garoto, que está prestando trabalho de modelo vivo para as aulas de pintura em tela, alternando ainda para cenas da cantora com o cabelo esvoaçando e coreografando o refrão com dançarino.

## Prêmios e indicações
| Ano  | Prêmio                 | Categoria            | Resultado |
| ---- | ---------------------- | -------------------- | --------- |
| 2003 | MTV Video Music Brasil | Escolha da Audiência | Indicado  |